# Kõpu (latarnia morska)
Latarnia morska Kõpu (est. Kõpu tuletorn) – latarnia morska na estońskiej wyspie Hiuma, która uznawana jest za najstarszą nad Morzem Bałtyckim. Znajduje się w połowie półwyspu Kõpu, w zachodniej części wyspy, nieopodal miejscowości Kõpu. Ma 36 metrów wysokości. Obiekt 26 października 1999 roku został wpisany na listę narodowych zabytków Estonii pod numerem 23453. Na liście świateł nawigacyjnych Estonii – rejestrze Urzędu Transportu Morskiego (Veeteede Amet) w Tallinnie – ma numer 668.

## Historia
Historia latarni zaczęła się ponad 500 lat temu. W 1490 roku Hanza zażądała postawienia latarni morskiej na wyspie zwanej wówczas Dagö. Na początku XVI wieku, po uzyskaniu zgody Biskupstwa Ozylii na najwyższym wzniesieniu wyspy (68 metrów n.p.m., dziś zwane Tornimägi  czyli Góra Wieżowa) rozpoczęto budowę latarni morskiej. Najintensywniejsze prace miały miejsce w latach 1514–1519, a budowę ukończono w 1531 roku. W tym samym czasie podjęto decyzję o dobudowaniu jeszcze jednej kondygnacji. Kłopoty z uzyskaniem pozwolenia na budowę spowodowały, że budowa latarni została ostatecznie ukończona dopiero w 1649 roku. Dzienniki morskie podają, że latarnia rocznie zużywała 800–1000 sągów drzewa. Po roku 1660 drewniane schody na zewnątrz zostały zastąpione przez żelazne, a w 1810 roku przeniesione do wewnątrz. W roku 1900 otwarty ogień został zastąpiony lampami olejowymi i systemem zwierciadeł, a w roku 1963 zainstalowano oświetlenie elektryczne.